# 極東諸民族大会
極東諸民族大会（きょくとうしょみんぞくたいかい）は、1922年1月21日から2月2日にかけてコミンテルンがモスクワおよびペトログラードで開催した国際会議。「極東民族大会」もしくは「極東勤労者大会」とも称される。

## 概要
会議の正式名称は「極東の共産主義的・革命的組織の第1回大会」である（ただし2回以降は開催されていない）。
コミンテルンは、1921年12月からのワシントン会議開催に対抗し、東アジア諸国の革命運動との結合を強化し、列強の植民地支配を揺さぶることを目的に「東方被圧迫民族大会」をイルクーツクで開催することを企画した。しかし、「被圧迫国」とは言えない日本からも多くの参加があることが分かると、開催直前になって表記のような名称に改め、さらに会場をモスクワに変更し、日程も当初の予定よりやや遅れて開会となった。
会議の参加者は日本・朝鮮・中国・モンゴルを中心（他にはインド・ジャワ）に、計148名の社会主義者（共産党員）および民族主義者が参加した。このうち日本からは「在米日本人社会主義者団」の片山潜・田口運蔵・野中誠之・二階堂梅吉・間庭末吉・鈴木茂三郎・渡辺春男ら、国内からは高瀬清（暁民会）・徳田球一（水曜会）・吉田一（アナキスト）ら16名、朝鮮からは李東輝・朴鎮淳・呂運亨・朴憲永・金奎植（主席代表）ら最多の52名が参加し、「イルクーツク派」の社会主義者が大部分を占めていた。中国からは中国共産党の張太雷・彭述之・張国燾・劉少奇・瞿秋白、および中国国民党の張秋白ら計37名が参加した。
会議では、ジノヴィエフが、議長報告で「日本の革命なしには極東におけるいかなる革命も比較的重要でない地方的な事件にすぎないだろう」として、中国・朝鮮と比べ革命党の組織化が遅れていた日本での運動を重視する認識を示した。さらに中国・朝鮮における共産主義とブルジョワ勢力との提携の必要、「帝国主義国間の取り引き」であるワシントン会議の欺瞞性などが論議・決議された。また会期中、日本代表団はブハーリン起草による「日本における共産主義者の任務」を採択したが、これは日本革命の性格をブルジョワ民主主義革命と規定する内容であった。

## 意義・影響
日本共産党（第一次共産党）の創立を1922年7月15日とする（公式党史の）立場からは、「この会議が共産党結成の契機になった」とされる（実質的な創立を1921年4月の「コミンテルン日本支部準備会」結成とする見解も存在する）。
また日本の植民地支配下にあった朝鮮のナショナリストたちは、従来、アメリカを通じて国際社会に働きかけることで独立回復をめざしていたが、独立問題に対し、ワシントン会議でアメリカなど列強が冷淡な態度しか取らなかったのに比して、この会議では極めて好意的に扱われたことから、以後、独立運動のなかでソ連・コミンテルンの影響力が拡大していく転機となった。